# 인테그린
인테그린(영어: integrin)은 세포-세포 및 세포-세포외 기질의 접착을 촉진하는 막관통 단백질이다. 리간드 결합시 인테그린은 세포 주기의 조절, 세포내 세포 골격의 조직, 세포막으로의 새로운 수용체의 이동과 같은 세포 신호를 매개하는 신호전달 경로를 활성화시킨다. 인테그린의 존재는 세포 표면의 사건에 대한 빠르고 유연한 반응을 가능하게(예: 혈장 단백질의 일종인 피브리노겐은 혈소판 간의 응집을 촉진시키는 물질인데, 출혈이 발생하면 인테그린이 형태 변화를 거쳐 '활성화' 됨으로써  혈소판-혈소판 간 '연결'을 촉진하게 된다. 이렇게 '연결'된 혈소판들은 가교 역할을 하여 출혈을 저지하는 역할을 한다.) 한다.
여러 유형의 인테그린이 존재하며 하나의 세포는 일반적으로 표면에 여러 가지 유형의 인테그린을 가지고 있다. 인테그린은 모든 동물에서 발견되는 반면, 인테그린 유사 수용체는 식물에서 발견된다.
인테그린은 카드헤린, 면역글로불린 슈퍼패밀리 세포 접착 분자, 셀렉틴, 신데칸과 같은 다른 단백질들과 함께 작용하여 세포-세포 및 세포-기질 상호작용을 매개한다. 인테그린에 대한 리간드로는 피브로넥틴, 비트로넥틴, 콜라겐, 라미닌 등이 있다.

## 같이 보기
- 막관통 단백질